# Дэвид, Хэл
Харольд Лейн «Хэл» Дэвид (англ. Harold Lane "Hal" David; 25 мая 1921, Нью-Йорк — 1 сентября 2012, Лос-Анджелес) — американский поэт-песенник, который написал сотни шлягеров для англоязычной эстрады, лауреат премий «Оскар» (1969) и «Грэмми» (1970). С 1957 года работал в дуэте со знаменитым композитором Бертом Бакараком. Бывший Президент Американского общества композиторов, авторов и издателей.

## Биография
Родился 25 мая 1921 года в Нью-Йорке, в еврейской семье, родителями были Lina (née Goldberg) и Gedalier David. Работал с Morty Nevins из группы The Three Suns над 4 песнями для фильма Two Gals and a Guy (1951), с участием Дженис Пейдж и Роберта Алды. С 1957 года работал в дуэте с композитором Бертом Бакараком, с которым в основном и сотрудничал на протяжении последующих двух десятилетий. Впервые они встретились в Famous Music в Brill Building, Нью-Йорк (1957). Одной из первых их совместных работ была песня и «Story of My Life», записанная Марти Роббинсом (1957) и песня «Magic Moments», написанная для Перри Комо. В 1960-х и в начале 1970-х годов песенный дуэт Бакарак—Дэвид написал множество хитов для таких исполнителей как Дайон Уорвик (песни Walk On By и Do You Know the Way to San Jose), The Carpenters, Дасти Спрингфилд (песни The Look of Love и Wishin' and Hopin), Би Джей Томас, Джин Питни, Том Джонс (What’s New, Pussycat?), Джеки Де Шеннон и других. В 1967 году Хэл Дэвид и Бакарак написали музыку к шпионскому фильму «Казино Рояль» (песня The Look of Love). Одной из самых популярных мелодий 1968 года стала написанная ими композиция «This Guy’s in Love with You» (видео) в исполнении владельца его лейбла A&M Records — Герба Алперта. В 1969 им была присуждена премия «Оскар» за ставшую ныне общеизвестной песню «Raindrops Keep Fallin' on My Head» (видео; четыре недели № 1 в чарте Billboard Hot 100 в январе 1970) из кассового вестерна «Бутч Кэссиди и Санденс Кид». В 1970 году они получили премию Грэмми в категории за альбом к мюзиклу «Promises, Promises». В 2011 дуэт Дэвида и Бакарака был награждён Библиотекой Конгресса престижной Ге́ршвиновской премией Библиотеки Конгресса за вклад в популярную песню. Впервые такой наградой были удостоены авторы песен (до них её получили Пол Саймон, Стиви Уандер, Пол Маккартни), однако из-за болезни Дэвид не смог лично участвовать в церемонии награждения, которую вручает президент США Барак Обама, прошедшей 9 мая 2012 года в Вашингтоне.
Умер 1 сентября 2012 года в Лос-Анджелесе, находясь в больнице Седарс-Синайский медицинский центр.

## Награды и признание
- 1972: введён в Зал славы композиторов.
- 1984: избран в Зал Славы en:Nashville Songwriters Hall of Fame.
- 1991: получил степень Доктор музыки от имени колледжа Линкольнский колледж (Иллинойс) за его крупный вклад в американскую музыку.
- май 2000: получил степень Почётного доктора от имени университета en:Claremont Graduate University.
- Основатель en:Los Angeles Music Center.
- Член Совета управляющих Седарс-Синайский медицинский центр.
- Член Совета директоров ASCAP, в том числе был его президентом (1980—1986), работал над реформированием законов о правах на интеллектуальную собственность.
- Член Совета Society of Singers.
- Член Совета наблюдателей en:Claremont Graduate University, Калифорния
- Руководитель Совета en:National Academy of Popular Music и его Зала славы композиторов
- 2011: The Songwriters Hall of Fame presented him their newest award, the Visionary Leadership Award, for his decade of service.[6]
- 2011: получил персональную звезду на Голливудской «Аллее славы».